# 山梨県特別支援学校一覧
山梨県特別支援学校一覧（やまなしけんとくべつしえんがっこういちらん）は、山梨県の特別支援学校の一覧。

## 国立特別支援学校
- 山梨大学教育学部附属特別支援学校（甲府市）

## 特別支援学校（知的障害、肢体不自由、病弱教育）

### 甲府市
- 山梨県立甲府支援学校
- 山梨県立富士見支援学校
- 山梨県立かえで支援学校
- 山梨県立特別支援学校うぐいすの杜学園

### 韮崎市
- 山梨県立あけぼの支援学校
- 山梨県立富士見支援学校旭分校

### 南アルプス市
- 山梨県立わかば支援学校

### 大月市
- 山梨県立やまびこ支援学校

### 笛吹市
- 山梨県立高等支援学校桃花台学園

### 富士川町
- 山梨県立わかば支援学校ふじかわ分校

### 富士河口湖町
- 山梨県立ふじざくら支援学校

## 特別支援学校（視覚障害）

### 甲府市
- 山梨県立盲学校

## 特別支援学校（聴覚障害）

### 山梨市
- 山梨県立ろう学校

## リンク
- 山梨県教育委員会